# Двуосный нематик
Двуосный нематик NB — пространственно однородный жидкий кристалл, который описывается тремя директорами. Он отличается от простого нематика, описываемого одним директором. Группой симметрии двуосного нематика является D2h.
Встречаются фазы NB довольно редко: они наблюдались для анизотропных мицелл, бананообразных молекул и некоторых мезогенных полимеров. Фаза NB может быть описана тремя директорами: {\displaystyle \mathbf {n} ,\mathbf {t} ,\mathbf {m} =\mathbf {n} \times \mathbf {t} }, такими что {\displaystyle \mathbf {n} \equiv \mathbf {-n} ,\mathbf {t} \equiv \mathbf {-t} ,\mathbf {m} \equiv \mathbf {-m} }.